# Kosmos 1759
Kosmos 1759, sovjetski vojni navigacijski i komunikacijski satelit iz programa Kosmos. Vrste je Parus.
Lansiran je 18. lipnja 1986. godine u 20:03 s kozmodroma Pljesecka, s mjesta 132/1. Lansiran je u nisku orbitu oko planeta Zemlje raketom nosačem Kosmos-3M 11K65M. Prema NASI, lansirno vozilo bio je modificirani SS-5 (SKean IRBM) uz gornji stupanj. Orbita mu je 967 km u perigeju i 1003 km u apogeju. Orbitne inklinacije je 82,92°. Spacetrackov kataloški broj je 16798. COSPARova oznaka je 1986-047-A. Zemlju obilazi u 104,80 minuta. Pri lansiranju bio je mase 810 kg. 
Iz misije je ostao još jedan dio koji je ostao kružiti u niskoj orbiti.

## Vanjske poveznice
- N2YO.com Search Satellite Database (engl.)
- Celes Trak SATCAT Format Documentation (engl.)
- Kunstman  Arhivirana inačica izvorne stranice od 12. kolovoza 2019. (Wayback Machine) Satellites in Orbit (engl.)